# 雷米伊—斯蒂兰旺代勒铁路
雷米伊－斯蒂兰旺代勒铁路（法語：Ligne de Rémilly à Stiring-Wendel）是法国东北部的一条铁路，起点为雷米伊站，与巴黎－斯特拉斯堡铁路相接；终点为与德国交界的斯蒂兰旺代勒，全长51.4公里。该铁路建于1852年，全线为复线电气化铁路。该铁路在法国铁路系统中的编号为172000。
该铁路的终点站为法国城市斯蒂兰旺代勒，但由于该站已经关闭，故该铁路在实际运行中的终点站为萨尔布吕肯火车总站，这样的话，这条铁路的实际长度为56.6公里，其中德国境内的部分被称为“福尔巴克铁路”（Forbacher Bahn）。

## 历史
雷米伊－斯蒂兰旺代勒铁路修建计划于1845年被提出，最初由巴黎-斯特拉斯堡铁路公司负责修建，全线于1854年建成，此后该公司被法国东部铁路公司收购。普法战争后，该铁路所处的阿尔萨斯-洛林地区被普鲁士控制，其下属的阿尔萨斯-洛林皇家铁路负责运营本线。1919年阿尔萨斯-洛林重归法国，雷米伊－斯蒂兰旺代勒铁路1938年起由法国国家铁路公司管理。1957年，该铁路完成电气化改造。2007年法国高速铁路东线建成后，该铁路行驶部分往返于巴黎和法兰克福之间的高速列车。

## 路线
雷米伊－斯蒂兰旺代勒铁路由雷米伊站向东引出，穿越摩泽尔省北部腹地，进入摩泽尔东部矿区，在斯蒂兰旺代勒连接德法边境。

## 车站列表
| 雷米伊－斯蒂兰旺代勒铁路车站列表            |        |                                                                                             |                             |                            |
| 车站                                        | 公里数 | 交汇路线                                                                                    | 本线停靠车种                | 可换乘交通                 |
| Rémilly 雷米伊站                            | 0      | 雷丹－梅斯铁路（梅斯方向）↑                                                                 | Fluo Grand-Est              |                            |
| Rémilly 雷米伊站                            | 1.083  | 雷丹－梅斯铁路（雷丹方向）↙                                                                 |                             |                            |
| Herny 埃尔尼站                              | 5.677  | 联络线，可前往法国高速铁路东线的巴黎方向↖                                                   |                             |                            |
| Herny 埃尔尼站                              | 6.773  |                                                                                             | Fluo Grand-Est              |                            |
| Mainvillers 曼维利耶站                      | 12.080 |                                                                                             |                             |                            |
| Faulquemont 富尔克蒙站                      | 17.206 |                                                                                             | Fluo Grand-Est              |                            |
| Teting 泰坦站                               | 21.843 |                                                                                             | Fluo Grand-Est              |                            |
| Saint-Avold 圣阿沃尔德站                    | 27.978 |                                                                                             | Fluo Grand-Est              | 圣阿沃尔德城市公共交通     |
| Hombourg-Haut 上翁堡站                      | 34.502 |                                                                                             | Fluo Grand-Est              |                            |
| Béning 贝南站                               | 38.913 | 阿格诺－阿加滕-法尔克铁路（克勒兹瓦尔德方向）↗ 阿格诺－阿加滕-法尔克铁路（萨尔格米讷方向）↙ | Fluo Grand-Est              |                            |
| Cocheren 科什伦站                           | 41.550 |                                                                                             |                             |                            |
| Forbach 福尔巴克站                          | 47.165 |                                                                                             | TGV Fluo Grand-Est          |                            |
| Stiring-Wendel 斯蒂兰旺代勒站               | 49.817 |                                                                                             |                             |                            |
| 法國/ 德国边境线                            | 51.363 |                                                                                             |                             |                            |
| Saarbrücken Hauptbahnhof 萨尔布吕肯火车总站 | 56.652 | 曼海姆－萨尔布吕肯铁路（曼海姆方向）↓                                                       | 德国铁路 TGV Fluo Grand-Est | 萨尔布吕肯公共交通 →Ouibus |
| *注：划线车站为已关闭车站                   |        |                                                                                             |                             |                            |